# Русские страшилки
«Русские страшилки» — российский комедийный телесериал с элементами мистики и научной фантастики, снятый режиссёром Юрием Маминым в 2000—2003 годах на студии «Фонтан». Состоит из 18 серий длительностью по ~40 минут. Авторы сценария — Юрий Мамин и Владимир Вардунас. Показ телесериала осуществлялся телеканалом СТС в период с 2001 по 2003 год.

## Сюжет
Маша Палкина и Лев Венедиктов, журналисты непритязательной газеты «Русские страшилки», по заданиям главного редактора Смелова расследуют всякие аномальные явления в разных уголках России. Зомби и колдуны, кентавры и прочая нечисть постоянно встречаются им в поездках, но нередко оказываются не теми, за кого себя выдают. Ряд сюжетов основан на криминальной хронике.

## В ролях
Главных героев сериала играют заслуженный артист России Юрий Гальцев и певица Катерина Ксеньева. Юрий Мамин, режиссёр и автор сценария сериала, выступает в серии «Свинья-оборотень» в роли художника. Анатолий Сливников играет роль поэта Майского, автора стишков-страшилок, служащих прелюдией к сериям.
| Актёр              | Роль                                                         |
| ------------------ | ------------------------------------------------------------ |
| Юрий Гальцев       | Лев Николаевич Венедиктов                                    |
| Катерина Ксеньева  | Маша Палкина                                                 |
| Виктор Сухоруков   | Семён Абрамович Шверубович                                   |
| Марк Макаренков    | Петр Никитич Смелов                                          |
| Анатолий Сливников | поэт-страшильщик Майский                                     |
| Михаил Гуро        | кентавр Юрий Горбунов                                        |
| Роман Нечаев       | креативщик Прудкин                                           |
| Павел Ивановский   | журналист Рюмин                                              |
| Ирина Основина     | соседка Веры Сергеевны                                       |
| Полина Чехова      | телеведущая                                                  |
| Валентин Букин     | Яков Петрович Кожемякин                                      |
| Светлана Крючкова  | главный редактор «Родных ужасов» Василиса Гавриловна Громова |
| Георгий Штиль      | дядя Миша                                                    |
| Гали Абайдулов     | домовой                                                      |
| Сергей Кошонин     | мэр                                                          |
| Михаил Трясоруков  | особист                                                      |
| Михаил Смирнов     | аукционер                                                    |

## Описание серий
1. Гвоздь программы - 05.11.2001
2. Йети со свалки - 06.11.2001
3. Зомби-угонщики - 07.11.2001
4. Свинья-оборотень - 08.11.2001
5. Чудеса за забором - 19.05.2003
6. Загибалово и его обитатели - 20.05.2003
7. Жар-птица, гномы и гигантские черви — 21.05.2003
8. Возвращение из зоны - 22.05.2003
9. Домовой-алкоголик - 26.05.2003
10. Добрая няня - 27.05.2003
11. Братец Клон - 28.05.2003
12. Пьяный ручей - 29.05.2003
13. Сиятельные кости - 30.05.2003
14. Отходы из Мексики - 02.06.2003
15. Картины-фантомы - 03.06.2003
16. Ведьмак из Блерово - 04.06.2003
17. Суйский овал - 05.06.2003
18. Город счастья - 06.06.2003